# Leptocentrus impunctus
Leptocentrus impunctus är en insektsart som upptäcktes av Buckton. Leptocentrus impunctus ingår i släktet Leptocentrus, och familjen hornstritar. Inga underarter finns listade.